# Lei (smykke)
 For alternative betydninger, se Lei. (Se også artikler, som begynder med Lei)
En lei er et smykke, der stammer fra Hawaii.
En lei er principielt blot et hals- eller hovedsmykke, som er fabrikeret ved at sætte smukke ting fundet i naturen på en snor, typisk blomster.
En lei bruges ofte i en huladans

| Smykker | Spire Denne artikel om smykker er en spire som bør udbygges. Du er velkommen til at hjælpe Wikipedia ved at udvide den. |